# Torneo WTA de San José 2021
El Silicon Valley Classic 2021 (también conocido como Silicon Valley Classic por motivos de patrocinio) fue un torneo profesional de tenis que se jugó en canchas duras. Fue la 49.ª edición del torneo, y formó parte de los torneos WTA 500 del 2021. Tuvo lugar entre el 2 de agosto y el 8 de agosto de 2021. Es el primer evento femenino del US Open Series 2021.

## Distribución de puntos
| Modalidad           | Campeona | Finalista | Semifinales | Cuartos de final | 3ª ronda | 2ª ronda | 1ª ronda | Clasificadas | 2ª ronda de clasificación | 1ª ronda de clasificación |
| Individual femenino | 470      | 305       | 185         | 100              | 55       | 30       | 1        | 25           | 13                        | 1                         |
| Dobles femenino     | 470      | 305       | 185         | 100              | -        | -        | 1        | -            | -                         | -                         |

## Cabezas de serie

### Individuales femenino
| Tenista              | Ranking | Preclasificada |
| Elise Mertens        | 17      | 1              |
| Elena Rybakina       | 20      | 2              |
| Madison Keys         | 26      | 3              |
| Daria Kasátkina      | 31      | 4              |
| Veronika Kudermétova | 32      | 5              |
| Petra Martić         | 33      | 6              |
| Danielle Collins     | 35      | 7              |
| Yulia Putintseva     | 36      | 8              |
| Alison Riske         | 37      | 9              |

- Ranking del 26 de julio de 2021.

### Dobles femenino
| Tenista                           | Ranking | Preclasificadas |
| Gabriela Dabrowski Luisa Stefani  | 37      | 1               |
| Darija Jurak Andreja Klepač       | 49      | 2               |
| Ellen Perez Květa Peschke         | 76      | 3               |
| Marie Bouzková Lucie Hradecká     | 78      | 4               |
| Giuliana Olmos Sabrina Santamaria | 90      | 5               |

## Campeonas

### Individual femenino
Danielle Collins venció a  Daria Kasátkina por 6-3, 6-7(10-12), 6-1

### Dobles femenino
Darija Jurak /  Andreja Klepač vencieron a  Gabriela Dabrowski /  Luisa Stefani por 6-1, 7-5